# Никълъс Лий
Никълъс Лий (на английски: Nicholas Lea) (роден на 22 юни 1962 г.) е канадски актьор, най-известен с ролята си на Алекс Крайчек в сериала „Досиетата Х“.

## Частична филмография
- 2014 – „Стрелата“
- 2012-2013 – „Континуум“
- 2013 – „Убийството“
- 2012 – „Имало едно време“
- 2012 – „Свръхестествено“
- 2010-2011 – „Посетители“
- 2010 – „От местопрестъплението: Маями“
- 2009 – „Извън играта“
- 2009 – „Безследно изчезнали“
- 2007-2008 – „Едно момиче в Аляска“
- 2006-2009 – „Кайл Екс Уай“
- 2004 – „От местопрестъплението“
- 2004 – „Съдия Ейми“
- 2003-2004 – „Андромеда“
- 2002 – „Полицейско управление Ню Йорк“
- 1998-1999 – „До краен предел“
- 1997-1998 – „Крадецът си е крадец“ (сериал)
- 1996 – „Крадецът си е крадец“ (филм)
- 1995-1996 – „Слайдърс“
- 1994-1996 – „Шотландски боец“
- 1994-2002 – „Досиетата Х“